# Entrepà de calamars

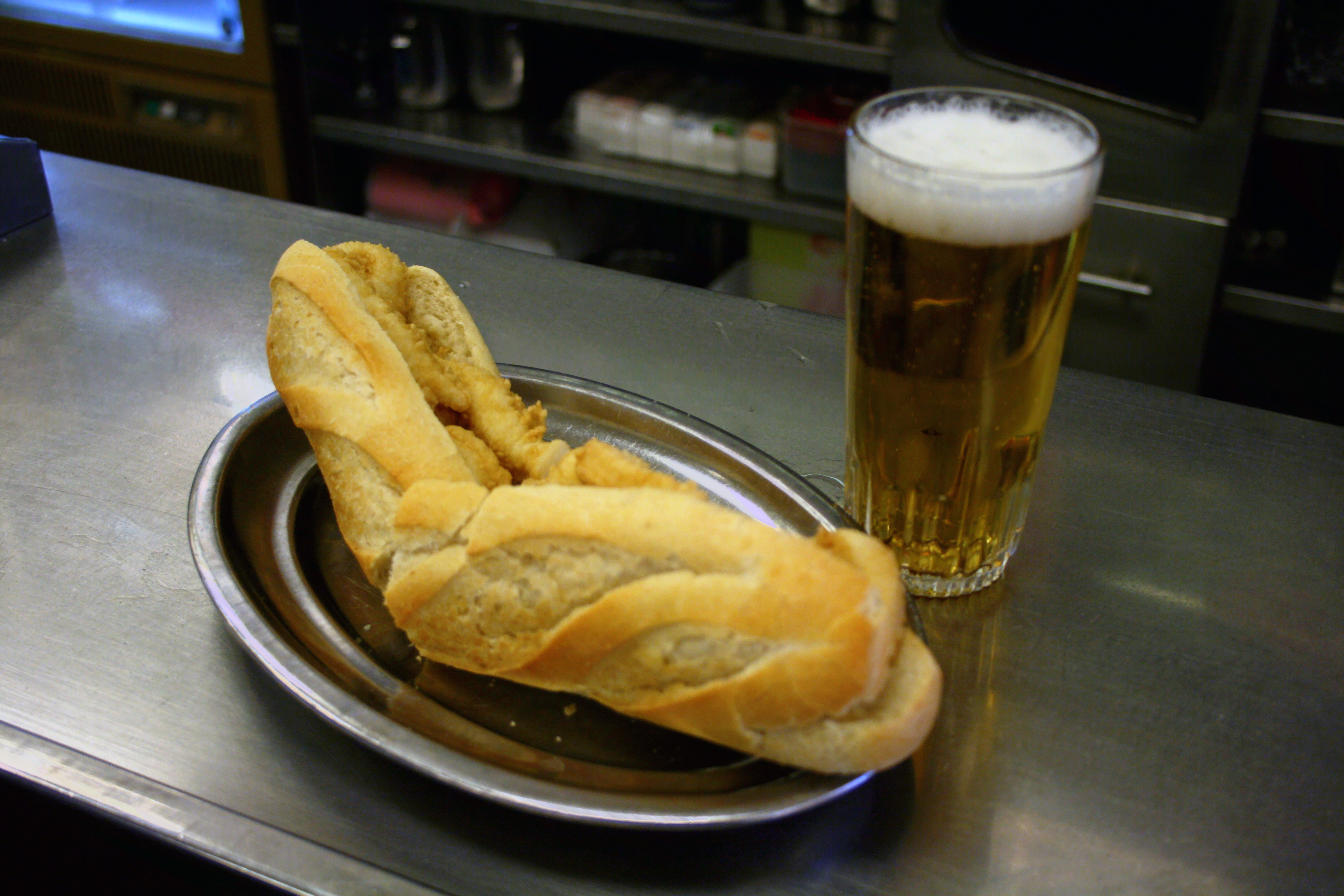
Entrepà de calamars en una barra de pa baguette acompanyat d'una canya de cervesa.

L'entrepà de calamars (bocadillo de calamares en castellà) o «bocata de calamars», és una especialitat gastronòmica molt habitual en certs indrets d'Espanya, que consisteix en calamars arrebossats en farina i fregits en oli, normalment d'oliva, o bé la versió més sofisticada que és tot l'anterior més una salsa de tomaca picant i maionesa amb all similar a la de les patates braves. S'acostuma a servir calent, acabat de fer. Aquest tipus d'entrepà és molt popular i conegut a la majoria de bars de Madrid, tradicionalment a la Plaça Major de Madrid, i confereix a la ubicació una olor característica.
A Saragossa se li afegiria la salsa a força de tomaca picant, maionesa i all. Era costum servir-ho amb un pa ple de molla. Al nord d'Espanya, el mateix entrepà rep el nom en castellà de bocadillo de rabas.

## Preparació
Se sol tallar els calamars a rodanxes amb forma d'anell d'un centímetre de gruix, s'arrebossen amb farina i llevat químic. Després d'aquesta preparació inicial es fregeixen en oli bullent lleugerament fins que quedin daurats. D'altra banda se sol llescar el pa. Era costum servir-se amb un pa ple de molles. Recentment se solen usar les baguettes elaborades en el mateix establiment a partir de pasta prèviament congelada que generalment se sol tallar d'una banda donant-li a cada local un toc característic.